# Netelia platypes
Netelia platypes là một loài tò vò trong họ Ichneumonidae.